# Blindirana soba
Blindirana soba je 152. epizoda Zagora objavljena u Zlatnoj seriji #431 u izdanju Dnevnika iz Novog Sada. Na kioscima u bivšoj Jugoslaviji se premijerno pojavila krajem 1978. godine. Koštala je 10 dinara (1,14 DEM; 0,43 $). Imala je 94 strane. Ovo je drugi nastavak duže epizode koja je počela u ZS-430.

## Originalna epizoda
Originalno, ovaj deo objavljen je premijerno u Italiji u svesci pod nazivom Missione compiuta! u #152 regularne edicije Zagora u izdanju Bonelija na dan 14. marta 1978. Epizodu je nacrtao Franko Donateli uz asistenciju Pini Senje, a scenario napisao Alfredo Kasteli (poznat po scenarijima za Marti Misteriju). Naslovnicu je nacrtao Galijeno Feri. Koštala je 400 lira (0,67 $; 1,46 DEM).

## Kratak sadržaj
Zagor, Čiko i grof od Lapaleta, predvođeni sekvinskim vračem Kin-Lanijem, kreću tajnim putem do Smirnofove tvrđave. Kin-Lani iz vodi u podnožje planine gde im otkriva tajni ulaz koji ih uzbrdo vodi do izbočine sa koje uz kanap mogu da se popnu na zid utvrđenja. Grof pomoću samostrela uspeva da zabaci konopac na vrh ograde što im omogućava da se popnu preko zida, a da ih straža glavnog ulaza ne primeti. 
Pošto su ušli u utvrđenje i onesposobili nekoliko stražara, trojka dolazi do sobe sa akvarijumom ispod koga se nalazi prolaz do blindirane sobe u kojoj se nalazi sef sa formulom. Smirnof im “nehotice” otkriva prolaz i odlazi, da bi trojka nastavila prema sobi. Uspevaju da otvore vrata sobe, ali u njoj je sef čuvan sistemom povezanih periskopa, koji stražarima omogućava 24-satni nadzor iz druge prostorije. Grof je, međutim, predvideo taj problem i na vrh periskopa magnetom zakačio mali sef identičnog oblika, što stražare dovodi u zabludu da i dalje imaju nesmetan nadzor nad glavnim sefom. Grof iz sefa vadi kovertu nakon čega trojka kreće nazad, ali biva uhvaćena u klopku, koju im je postavio Smirnof. Iz klopke se izvlače mađioničarskim trikom koji je Čiku slučajno pošao za rukom. Trojka beži iz utvrđenja. Smirnofova vojska puca za njima, ali poglavica Halgaj i Sekvini ih čekaju na izlazi iz utvrđenja nakon čega dolazi do velikog obračuna prsa u prsa između indijanaca i Smirnofovih ljudi. Dok Zagor i indijanci beže, Smirnof pokušava da ih gađa topovima, ali ne uspeva da ih pogodi. Na samom kraju, Smirnof viče sa zida utvrđenja da će se kad-tad osvetiti Zagoru, dok ga Zagor izaziva da jedva čeka da se to desi.
Po povratku u Darkvud, Zagor, Čiko i grof sreću Vikonta i velikog Vojvodu, kojima predaju tajnu kovertu. Kada njih dvojica otvaraju kovertu saznaju da se u njoj ne nalazi nikakva himijske formula već ljubavno pismo. Oni im saopštavaju da to ljubavno pismo ministra spoljno polova Badenlandije, te da nema nikakve vrednosti za spoljne poslove Badenlandije, nakon čega Zagor, Čiko i grof pobesne i zahtevaju da im plate za njihove nevolje u vidu prstena koje njih dvojica nose. (Prstenje se kasnije ispostavlja kao lažno.) Nako što su pročitali ljubavno pismo otkrivaju da je ono upućeno Vikontovoj supruzi nakon čega obojica brzo odlaze iz Darkvuda.

## Prethodna i naredna epizoda
Prethodna epizoda Zagora bia je Zagonetna formula (ZS-430), a naredna Ostrvo magle (ZS-436).

## Nastavak epizode
Ova epizoda dobila je direktan nastavak 40 godina kasnije u epizodi Smirnofova osveta (VČ160)

## Reprize u Srbiji
Veseli četvrtak je reprizirao ovu epizodu u Srbiji u ediciji Odabrane priče #49 pod nazivom Smirnofova tvrđava izašla 17. октобра 2019. Cena je bila 480 dinara (4 €).